# Désiré Lebel
 (octobre 2024).
Si vous disposez d'ouvrages ou d'articles de référence ou si vous connaissez des sites web de qualité traitant du thème abordé ici, merci de compléter l'article en donnant les références utiles à sa vérifiabilité et en les liant à la section « Notes et références ».
Pour les articles homonymes, voir Lebel.
Désiré Lebel, né le 11 avril 1811 à Amiens, mort à Dury le 1er août 1874[réf. nécessaire] est un maître de dessin, lithographe et photographe français. Il est le père d'Edmond Lebel (1834-1908), artiste peintre et conservateur des Musées de Rouen, qu'il a encouragé et aidé dans sa carrière.

## Biographie
Fils d'un fusilier de la Grande Armée, Désiré Lebel est attiré très jeune par le dessin au trait puis est instruit à l'école Mutuelle de M. Chantriaux à Amiens.
Vers 1840, il crée un atelier de lithographie rue des Verjeaux dans la même ville. Son projet non abouti, « Amiens Monumental », est l'occasion de produire de nombreuses illustrations notables.
En 1855, Désiré Lebel est nommé professeur de dessin par la ville d'Amiens. Il crée un atelier de lithographie rue des Vierjeaux à Amiens mais faute de commandes, son activité évolue vers la photographie avec son associé Lucien Boileau : Désiré devient spécialiste de la « retouche artistique ». Des épreuves sur papier salé de cette époque sont conservées au musée d'Orsay, preuves de son talent de calotypiste[réf. nécessaire].
Remarqué par Eugène Disdéri, il devient son associé à Paris en 1857 pour innover avec la reproduction de portraits photographiés par le dessin à la mine de plomb. Il emploie jusqu'à 100 opérateurs dans son atelier, mais est entraîné à la fermeture par la chute des affaires de Disdéri, ce qui lui coûte 200 000 Francs.
Il s'installe alors dans sa résidence de Dury, à côté d'Amiens, où il peint pour ses amis des vues des Hortillonnages et des forêts de l'Oise.
Son fils Edmond Lebel est peintre et conservateur de musée.

## Œuvres dans les collections publiques

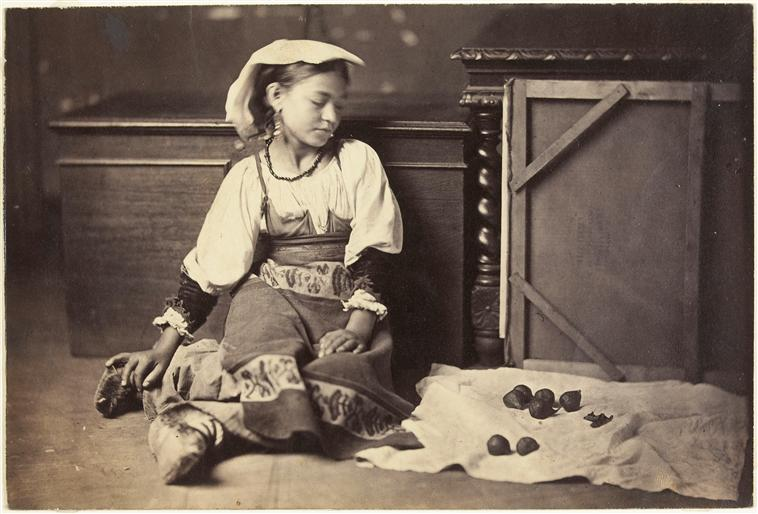
Petite marchande de figues, photographie de Désiré Lebel (entre 1863 et 1869, musée d'Orsay.

Œuvre photographique conservée au musée d'Orsay à Paris.
Les bas-reliefs des stalles de la cathédrale d'Amiens ont été dessinés par Désiré Lebel, Jourdain et Duval,. Il a aussi collaboré au volume sur la Picardie des Voyages pittoresques et romantiques dans l'ancienne France.